# Pacem in terris (beweging)
Pacem in terris ('Vrede op Aarde'), was een door de communistische regering van Tsjechoslowakije ondersteunde katholieke organisatie van zogenaamde "vredespriesters". De eigenlijke naam van de organisatie was Organisatie van Katholieke Geestelijken in Bohemen en Moravië.
Pacem in terris werd in 1971 opgericht met goedkeuring van de communistische autoriteiten en onderhield contacten met andere katholieke en christelijke organisaties. Pacem in terris stond onder leiding van priester Josef Vrana (1905-1987), die in 1973 bisschop van Octabia werd.
In 1980 begon de Rooms-Katholieke Kerk zich te distantiëren van Pacem in terris, omdat de beweging te veel onder invloed van de communisten stond. In 1989, na de Fluwelen Revolutie, werd Pacem in terris opgeheven.